# Mesoconius albiseta
Mesoconius albiseta (лат.) — вид двукрылых рода Mesoconius из семейства ходуленожек (Micropezidae).

## Описание
Сравнительно крупные мухи, длиной тела от 16 до 17 мм. Основная окраска тела чёрная с белыми отметинами на брюшке. Субантеннальная область с серебристая. Клипеус и щупики оранжевые. Средние и задние бёдра чёрные с оранжевыми вершинами и белыми центральными перевязями.
Ноги длинные, брюшко стебельчатое. Генитальная вилка 5-го стернита самцов отсутствует. Развит сильно вздутый кататергит.

## Классификация
Вид был впервые описан в 2019 году канадским диптерологом Стефеном Маршаллом (Marshall S. A.). Включён в видовую группу Mesoconius eques group, для которой характерно отсутствие внешних вертикальных и постоцеллярных щетинок головы.

## Распространение
Встречаются в Неотропике, в Южной Америке: Эквадор.